# Geneva Whoppers 2024
Questa voce raccoglie le informazioni riguardanti i Geneva Whoppers nelle competizioni ufficiali della stagione 2024.

## Lega C 2024

### Stagione regolare
| Lugano 6 aprile 2024, ore 18:00 1ª giornata | Lugano Rebels | 50 – 0 referto | Geneva Whoppers | Stadio comunale di Cornaredo (campo sintetico) |

| Plan-les-Ouates 13 aprile 2024, ore 18:00 2ª giornata | Geneva Whoppers | 28 – 20 referto | Zurich State Spartans | Stade des Cherpines\| Arbitro: \| Ducommun \| |
| Arbitro:                                              | Ducommun        |                 |                       |                                               |

| Rapperswil-Jona 20 aprile 2024, ore 18:00 3ª giornata | Glarus Orks | 50 – 0 referto | Geneva Whoppers | Schwimmbad Lido\| Arbitro: \| Waser \| |
| Arbitro:                                              | Waser       |                |                 |                                        |

| Neuchâtel 5 maggio 2024, ore 14:00 5ª giornata | Neuchâtel Knights | 0 – 17 referto | Geneva Whoppers | Terrain du Chanet\| Arbitro: \| Gerber \| |
| Arbitro:                                       | Gerber            |                |                 |                                           |

| Plan-les-Ouates 18 maggio 2024, ore 18:00 6ª giornata | Geneva Whoppers | 27 – 0 referto | Lugano Rebels | Stade des Cherpines\| Arbitro: \| Ducommun \| |
| Arbitro:                                              | Ducommun        |                |               |                                               |

| Wangen-Brüttisellen 26 maggio 2024, ore 14:00 7ª giornata | Zurich State Spartans | 22 – 33 referto | Geneva Whoppers | Sportanlage Dürrbach\| Arbitro: \| Gerber \| |
| Arbitro:                                                  | Gerber                |                 |                 |                                              |

| Plan-les-Ouates 2 giugno 2024, ore 14:00 8ª giornata | Geneva Whoppers | 39 – 11 referto | Glarus Orks | Stade des Cherpines\| Arbitro: \| Gameiro Lopes \| |
| Arbitro:                                             | Gameiro Lopes   |                 |             |                                                    |

| Plan-les-Ouates 15 giugno 2024, ore 18:00 10ª giornata | Geneva Whoppers | 9 – 7 referto | Neuchâtel Knights | Stade des Cherpines\| Arbitro: \| Schwarz \| |
| Arbitro:                                               | Schwarz         |               |                   |                                              |

### Playoff
| 29 giugno 2024 Semifinale | Geneva Whoppers | - – - () | Zurich State Spartans |  |

| Rapperswil-Jona 6 luglio 2024, ore 15:00 Finale | Glarus Orks                                                | 10 – 15 referto | Geneva Whoppers | Schwimmbad Lido\| Arbitri: \| Birnbaum von Känel Schröder Svoboda Vogel Nau Jenny-Halter \| |
| Arbitri:                                        | Birnbaum von Känel Schröder Svoboda Vogel Nau Jenny-Halter |                 |                 |                                                                                             |

## Statistiche di squadra
| Competizione      | %Vittorie | In casa | In casa | In casa | In casa | In casa | In casa | In trasferta | In trasferta | In trasferta | In trasferta | In trasferta | In trasferta | Totale | Totale | Totale | Totale | Totale | Totale |
| Competizione      | %Vittorie | G       | V       | N       | P       | Pf      | Ps      | G            | V            | N            | P            | Pf           | Ps           | G      | V      | N      | P      | Pf     | Ps     |
| ----------------- | --------- | ------- | ------- | ------- | ------- | ------- | ------- | ------------ | ------------ | ------------ | ------------ | ------------ | ------------ | ------ | ------ | ------ | ------ | ------ | ------ |
| Stagione regolare | .750      | 4       | 4       | 0       | 0       | 103     | 38      | 4            | 2            | 0            | 2            | 50           | 122          | 8      | 6      | 0      | 2      | 153    | 160    |
| Playoff           | 1.000     | 0       | 0       | 0       | 0       | 0       | 0       | 1            | 1            | 0            | 0            | 15           | 10           | 1      | 1      | 0      | 0      | 15     | 10     |
| Totale            | .778      | 4       | 4       | 0       | 0       | 103     | 38      | 5            | 3            | 0            | 2            | 65           | 132          | 9      | 7      | 0      | 2      | 168    | 170    |